# 燃える水の国
燃える水の国（もえるみずのくに、Land of Black Gold）は、ベルギーの漫画家エルジェによる漫画シリーズ『タンタンの冒険』の第15作目である。本作は子供向け漫画として、「子ども20世紀新聞」に1939年9月から1940年5月のドイツ軍のベルギー侵攻まで連載されたが、同紙は廃刊となり物語は中断された。 8年後、エルジェは『燃える水の国』の連載に戻り、1948年9月から1950年2月までベルギーの雑誌「タンタンマガジン」の連載を完了し、その後1950年にカステルマン社から全集として出版された。 戦争の前夜を舞台にしたこの物語は、少年ルポ記者タンタンが中東の石油供給を妨害する過激派グループを暴こうとする様子が描かれる。
1971年の出版に当たっては、舞台をイギリス委任統治領パレスチナからの架空の国家ケメドに移すといった変更がとられた 。